# Биткоин Арена
Биткоин Арена (дат. Bitcoin Arena) — крытая ледовая арена, расположенная в районе Рунгстед муниципалитета Хёрсхольм столичного округа. Домашняя арена клуба Рунгстед Сайер Кэпитал. Вместимость 2460 человек.

## История
Арена была открыта в 1971 году и до 2014 года называлась дат. Hørsholm Skøjtehal. После этого получил название спонсора Saxo Bank, дат. Saxo Bank Arena.
В 2017 году совладелец Рунгстед Сайер Кэпитал Никлас Николайсен изменил название своего катка и назвать его «Биткойн-арена».

## Спортивные мероприятия
- Группа А молодёжного чемпионата мира 2022